# پبی‌بیت
پبی‌بیت یک ضریبی از واحد بیت است که برای انبارش داده کامپیوتری استفاده می‌شود. پیشوند پبی به معنی ۲۵۰ می‌باشد در نتیجه یک پبی‌بیت، ۱٬۱۲۵٬۸۹۹٬۹۰۶٬۸۴۲٬۶۲۴ بیت خواهد بود. علامت پبی‌بیت، Pibit است.
این واحد توسط کمیسیون الکتروتکنیکی بین‌المللی (آی‌ئی‌سی) ثبت شد و از طرف تمامی سازمان‌های اصلی مورد قبول واقع گردید. پبی‌بیت طراحی شده بود تا جایگزین پتابیت، به معنی ۱۰۱۵ بیت، شود.
۱ پبی‌بیت = ۲۵۰ بیت = ۱۰۲۴ تبی‌بیت 
پیشوند پبی یک تک‌واژ چندوجهی می‌باشد که از واژگان پتا (کادریلیون) و باینری (دودویی) مشتق شده است.
پیشوندهای دودویی و به تبع آن پبی‌بیت جزو دستگاه بین‌المللی یکاها (آی‌اس‌کیو) هستند ولی در دستگاه بین‌المللی یکاها (اس‌آی) نیامده‌اند.